# (153591) 2001 SN263
(153591) 2001 SN263 — planetoida z grupy Amora należąca do obiektów NEO okrążająca Słońce w ciągu 2 lat i 292 dni w średniej odległości 1,98 j.a. Została odkryta 20 września 2001 roku w programie LINEAR w Socorro. Nazwa planetoidy jest oznaczeniem tymczasowym.

## Planetoida potrójna
Na zdjęciach wykonanych 11 lutego 2008 roku astronomowie używający radioteleskopu Obserwatorium Arecibo w Portoryko odkryli, że wokół głównej planetoidy o średnicy 2 km orbitują dwa "księżyce" o średnicy 1 km i 0,4 km. Obserwacje zespołu Obserwatorium Arecibo i Cornell University kierowanego przez Michaela C. Nolana wykazały, że obiekty krążą wokół siebie, a planetoida (153591) 2001 SN263 jest tak naprawdę obiektem potrójnym. Jest to pierwszy tego typu obiekt, którego orbita przebiega blisko Ziemi. Po raz pierwszy uzyskano również obrazy kształtów składników należących do takiego układu.